# Leonard Goldberg (filmproducent)
Leonard J. Goldberg, född 24 januari 1934 i New  York, död 4 december 2019 i Los Angeles, var en amerikansk film- och TV-producent. Han hade fram till sin död ett eget produktionsbolag, Mandy Films. Mellan 1961 och 1969 var han verksam vid ABC, bland annat som programchef. Tillsammans med Aaron Spelling producerade Goldberg många TV-serier. Mellan 1987 och 1989 var han vd för 20th Century Fox.
Leonard Goldberg har en stjärna på Hollywood Walk of Fame på Hollywood Boulevard.

## Filmografi

### Långfilmer
Producent om inget annat anges

- 1983 – Wargames (verkställande producent)
- 1991 – Sova med fienden
- 1992 – Varning Washington
- 1999 – Double Jeopardy
- 2000 – Charlies änglar
- 2003 – Charlies änglar – Utan hämningar
- 2011 – Unknown
- 2019 – Charlie's Angels (verkställande producent)

### TV-serier
Verkställande producent om inget annat anges

- 1975–1979 – Starsky och Hutch (TV-serie)
- 1976–1981 – Charlies änglar (TV-serie)
- 1977–1984 – Fantasy Island (TV-serie)
- 1979–1984 – Par i hjärter (TV-serie)
- 1982–1986 – T.J. Hooker (TV-serie)
- 1984 – Modedockorna (TV-serie)
- 2010–2020 – Blue Bloods (TV-serie)